# Eure (reka)
Eure je 225 km dolga reka v severni Franciji, levi pritok Sene. Izvira v Marchainvillu (departma Orne), sprva teče proti vzhodu do Chartresa, od tam pa se obrne proti severozahodu vse do izliva v Seno pri Pont-de-l'Archu.

## Geografija

### Porečje
- levi pritoki
  - Donette
  - Blaise
  - Avre
  - Iton
- desni pritoki
  - Aunay
  - Drouette
  - Vesgre

### Departmaji in kraji
Reka Eure teče skozi naslednje departmaje in kraje:
- Orne,
- Eure-et-Loir: Courville, Chartres, Maintenon, Nogent-le-Roi, Anet,
- Eure: Pacy-sur-Eure, Louviers.